# Verfassung für den Eidgenössischen Stand Appenzell Innerrhoden

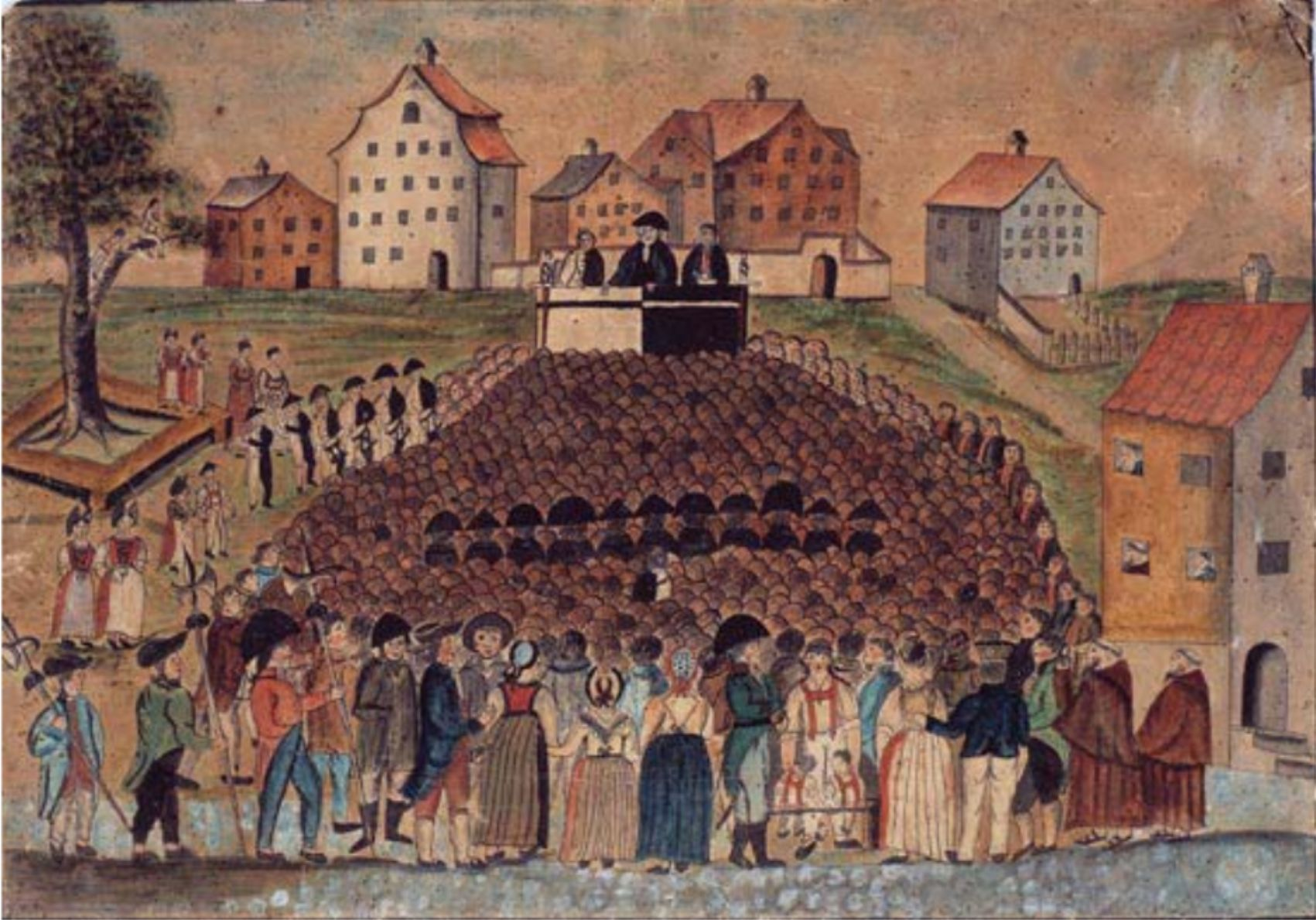
Landsgemeinde Ende des 18. Jahrhunderts, Museum Appenzell

Die Verfassung für den Eidgenössischen Stand Appenzell Innerrhoden beschreibt die rechtliche Grundordnung des schweizerischen Kantons Appenzell Innerrhoden. Als Kantonsverfassung legt sie das Fundament des kantonalen Staats- und Verwaltungsrechts. Die heute gültige Verfassung datiert vom 24. November 1872 und trat am 27. April 1873 in Kraft.
In Appenzell Innerrhoden formte sich die direkte Demokratie im 19. Jahrhundert mit dem Ausbau der Volksrechte auf der Staatsebene (Landsgemeinde) und der Konkretisierung der Volkssouveränität. Der politische Umsturz an der Landsgemeinde von 1828 war ein Vorläufer der europaweiten Juli-Revolutionen von 1830. Die urdemokratische Form der Landsgemeinde und die modernen demokratischen Elemente in der Verfassung von 1829 wirkten als Vorbild für die demokratischen Bewegungen und die weitere Entwicklung der direkten Demokratie in den anderen Kantonen und auf Bundesebene. Innerrhoden war der erste Kanton, der die Einzelinitiative einführte. Später verhielt sich Innerrhoden jedoch sehr konservativ. So wurde das Frauenstimmrecht auf kantonaler Ebene erst 1990 eingeführt.
Am 28. April 2024 stimmte die Landsgemeinde deutlich einer totalrevidierten Verfassung zu. Sie wird voraussichtlich 2027 in Kraft treten.

## Aktuelle Verfassung

### Aufbau und Inhalt
Gegliedert ist die Verfassung in neun Abschnitte mit insgesamt 48 Artikeln. Aus Gründen der Übersichtlichkeit sind mehrere Abschnitte weiter in Unterabschnitte gegliedert.
I. Allgemeine Bestimmungen
II. Landeseinteilung
III. Öffentliche Rechte und Pflichten des Einzelnen
IV. Gesetzgebende Behörde
V. Verwaltende Behörden
V.1 Kantonsbehörden
V.1a Grosser Rat
V.1b Standeskommission
V.1c Der Landammann
V.2 Bezirksbehörden
V.2a Bezirksgemeinde
V.2b Hauptleute und Räte
VI. Richterliche Behörden
VII. Ortsbehörden: Kirchen- und Schulwesen
VIII. Abänderung der Verfassung
IX. Übergangsbestimmungen

### Besondere Merkmale
Die am Landsgemeindesonntag 1873 in Kraft getretene Verfassung gilt bis heute. Somit ist die Innerrhoder Kantonsverfassung die älteste, die bisher keine Totalrevision erfahren hat. Durch insgesamt 121 Hinzufügungen, Streichungen und sonstige Änderungen in den Jahren 1892 bis 2018 ist sie sehr unübersichtlich geworden. Dazu trägt insbesondere die Tatsache bei, dass zahlreiche Artikel weiter in mehrere, zum Teil detaillierte Absätze unterteilt sind. Die Artikel 41 und 42 wurden gestrichen und existieren zurzeit nicht.
Eine überragende Bedeutung besitzt die Landsgemeinde, die in der Regel am letzten Sonntag im April zusammentritt und gemäss Artikel 20 «die gesetzgebende Behörde und oberste Wahlbehörde» ist. Sie entscheidet über Gesetze, Verfassungsänderungen und Initiativen. Ebenso wählt sie die Mitglieder der Regierung, das Kantonsgericht, den Landschreiber und den Innerrhoder Vertreter im Ständerat. Die als «Standeskommission» bezeichnete Kantonsregierung übernimmt die exekutiven Aufgaben. Dieser siebenköpfigen Behörde steht der Landammann mit zweijähriger Amtszeit vor, der auch die Landsgemeinde leitet. Die weiteren Mitglieder der Standeskommission werden stillstehender Landammann, Statthalter, Säckelmeister, Landeshauptmann, Bauherr und Landesfähnrich genannt. Der 50-köpfige Grosse Rat bildet die Legislative und bereitet die Verfassungs- und Gesetzesänderungen vor, über die an der Landsgemeinde abschliessend entschieden wird. Ebenso genehmigt er Budget und Rechnung des Kantons und erlässt Verordnungen und Reglemente. Hinzu kommen Aufsichts- und Wahlkompetenzen.

## Erkämpfung der Souveränität und Landteilung
Seit dem Frühmittelalter übte die Fürstabtei St. Gallen jahrhundertelang einen grossen Einfluss auf das Appenzellerland aus. 1345 konnte Abt Hermann von Bonstetten die Reichsvogtei über den Flecken Appenzell erwerben, womit das Gebiet in die entstehende Territorialherrschaft der Abtei einbezogen zu werden drohte. Der 1401 erfolgte Versuch von Abt Kuno von Stoffeln, ausser Gebrauch geratene Abgaben wieder konsequent einzufordern, weckte den Widerstand führte zu Abwehrbündnissen mit der Stadt St. Gallen und dem eidgenössischen Ort Schwyz. Der Konflikt um die Rechte auf Freizügigkeit, Eheschliessung, Vererbbarkeit und Veräusserbarkeit von Lehen der Abtei sowie um Jagd- und Fischereirechte eskalierte in den Appenzellerkriegen (1401–1429). Diese erfuhren 1403 eine für die Folgezeit bedeutsame Ausweitung durch die Einflussnahme des Landes Schwyz, das mit einem eigenen Hauptmann bzw. Landammann vorübergehend die militärische und auch politische Führung der Appenzeller wahrnahm. Durch Burg- und Landrechte verbündete sich Appenzell mit sieben Orten der Eidgenossenschaft (ohne Bern) und besass ab 1411 den Status eines zugewandten Ortes.
Ein eidgenössischer Schiedsspruch sprach den Appenzellern 1421 die niedere Gerichtsbarkeit sowie Zwing und Bann zu. Mit dem Frieden von Konstanz von 1429 musste Appenzell zwar die bekämpften Abgaben teilweise wieder leisten, aber es hatte sich als souveränes Staatswesen gegenüber der Abtei behauptet. Es stand nun nicht mehr unter dessen Grundherrschaft und durfte sein Bündnis mit den Eidgenossen fortsetzen. Bis 1437 blieben eidgenössische Hauptleute aus Schwyz und Glarus den einheimischen Ammännern vorgesetzt. 1513 bildete der Beitritt des noch ungeteilten Landes Appenzell zur Eidgenossenschaft den Abschluss einer rund hundertjährigen, von Rückschlägen (St. Gallerkrieg usw.) geprägten Bündnispolitik.
Während der Reformation kam es zum Streit der beiden konfessionellen Lager. Während sich die äusseren Rhoden mehrheitlich der neuen Konfession zuwandten, blieben die inneren Rhoden mit dem Hauptort Appenzell katholisch. Jede Kirchhöre (Kirchgemeinde) entschied selbständig, welcher Konfession sie angehören wollte und stellte es der andersgläubigen Minderheit daraufhin frei, sich in einer Kirchhöre ihres Bekenntnisses niederzulassen. Aufgrund des Konflikts um den Beitritt zu Bündnissen der katholischen Orte der Eidgenossenschaft mit dem Borromäischen Bund und Spanien (der damaligen Vormacht des Katholizismus) beschloss das Land Appenzell die Landteilung, um einen Bruderkrieg abzuwenden. Der 17 Artikel umfassende Landteilungsbrief legte das genaue Vorgehen dazu fest und ermöglichte am 8. September 1597 die Spaltung in das katholische Innerrhoden und das reformierte Ausserrhoden.

## Formen der Selbstverwaltung

### Rhoden und Landsgemeinde
Das Land Appenzell wurde vermutlich seit der Amtszeit des Abtes Ulrich von Sax (1204–1220) von der Fürstabtei St. Gallen zur Sicherung von Militär- und Steuerleistungen dezentral durch sogenannte Rhoden (Ämter, Bezirke, politische Gemeinden) verwaltet. Der anfänglich vom Abt eingesetzte Rhodsmeister (Ammann) wurde später durch an jährlichen Rhodsversammlungen gewählte Rhodhauptleute und Räte ersetzt, welche die Rhoden in den Behörden des Landes Appenzell zu vertreten hatten. Diese Ämter wirkten als Keimzellen für lokale Autonomiebestrebungen der Landleute, die sich schliesslich eine Art genossenschaftliche Selbstverwaltung erzwangen. Eine Botschaft von Kaiser Ludwigs dem Bayer an die «Gemeinden der Täler» zeigt, dass das Land Appenzell bereits 1333 eine genossenschaftliche Organisation mit beschränkter politischer und militärischer Selbständigkeit besass.
In die Anfänge des 15. Jahrhunderts zu datieren sind erste Hinweise auf eine Landsgemeinde. Am Anfang einer Zusammenstellung von Rats- und Landsgemeindebeschlüssen des 15. und 16. Jahrhunderts befanden sich Schwurformeln, von denen die wesentlichen Teile noch heute an der Landsgemeinde vorgelesen werden. Eingeleitet wird diese Zusammenstellung aus der Mitte des 16. Jahrhunderts, die ungenau als «Ältestes Landbuch» betitelt worden ist, mit einer Datierung auf 1409. Diese Zeitstellung trifft am ehesten auf die Schwurformeln für Ammann, Weibel und Landleute zu sowie auf die Kriegsordnung, das Friedens- und das Erbrecht. Einem von 1402 an vereinzelt erwähnten Rat kann im 15. Jahrhundert noch nicht die Bedeutung der späteren Räte (Landrat, Kleiner Rat) zugekommen sein.
In Appenzell Innerrhoden zeigt das Volk noch heute einmal im Jahr seine oberste Gewalt unter freiem Himmel, fällt die wichtigsten politischen Entscheide (neue Gesetze, Ausgabenbeschlüsse usw.) und wählt Regierung und Kantonsrichter: Eine Urnenabstimmung zum Beispiel zu Sachgeschäften während des Jahres gibt es nicht. Eine Woche nach der Landsgemeinde finden die Bezirksversammlungen statt. In Appenzell tagen sie bei normalem Wetter stets im Freien. Nach Bericht und Rechnungsablage finden Wahlen (Volksvertreter für den Grossen Rat und Bezirksrichter) und Sachabstimmungen über die Bezirksaufgaben (Finanzen (Steuerhoheit), Ortsplanung, Bauwesen, Strassenwesen, Flurwesen, Feuerpolizei, Fuss- und Wanderwege, öffentliche Anlagen) statt. Jeder Bezirk hält im Anschluss an die Bezirksgemeinde jeweils gleichenorts die Korporationsgemeinde ab, wo ebenfalls Bericht, Rechnung, Wahlen und Sachgeschäfte anfallen. Da sich das Dorf Appenzell auf verschiedene Rhoden (Appenzell, Schwende und Rüte) aufteilte, wurde schon im 16. Jahrhundert für gemeindeübergreifende Aufgaben (wie Baupolizei, Feuerwehr oder Wasser- und Energieversorgung) die Feuerschaugemeinde als Spezialgemeinde gegründet. Am gleichen Abend wie die Schulgemeinde tagt auch die katholische Kirchgemeinde, wo über Jahresbericht, Kassenführung, Wahl des Kirchenrates und Sachgeschäfte abgestimmt wird.

### Kirchhöre Appenzell

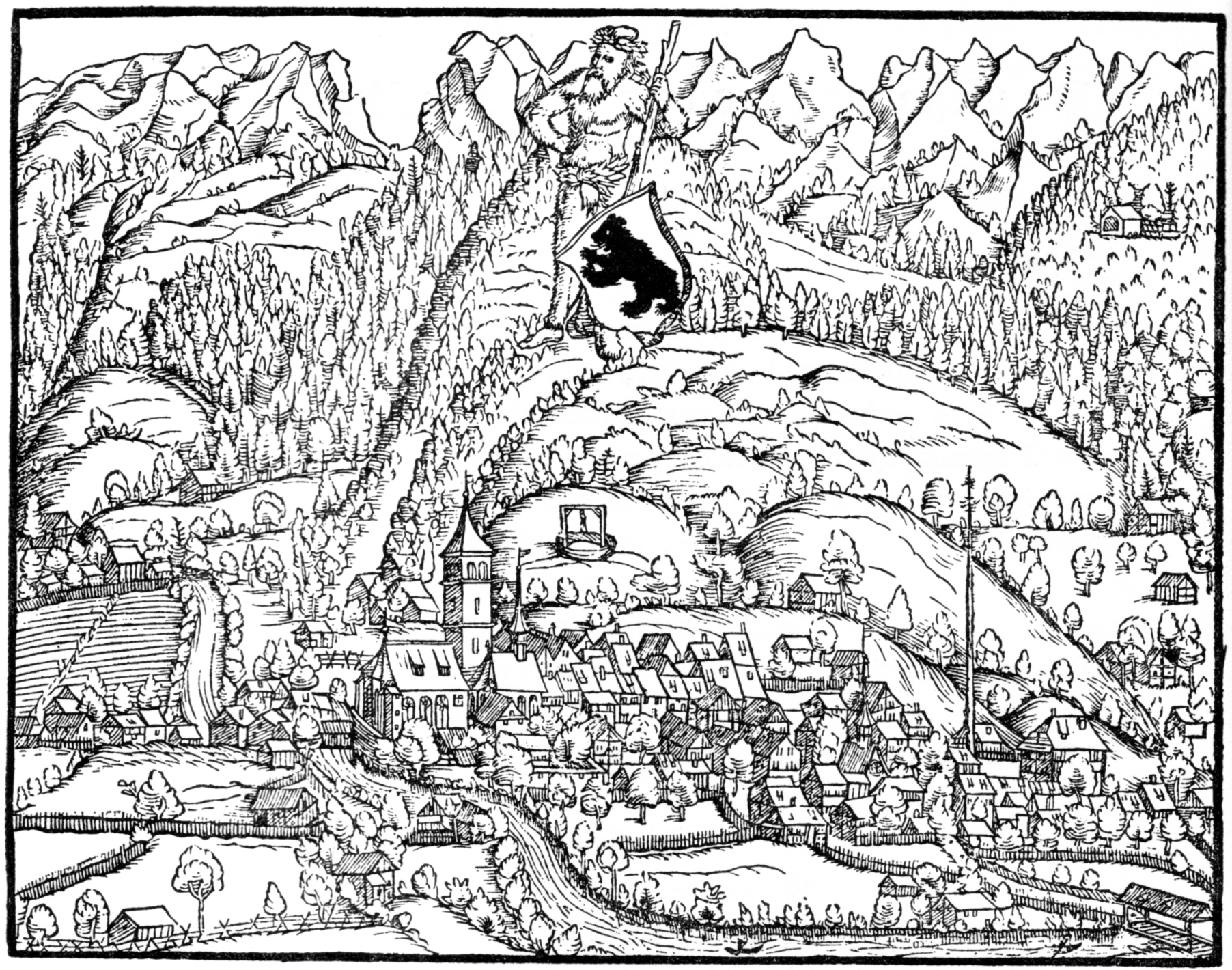
Darstellung des Dorfes Appenzell aus der Stumpfschen Chronik von 1548. Auf dem Bild ist die spätgotische Pfarrkirche St. Mauritius mit Beinhaus gut zu erkennen.

Im Jahr 1071 stiftete die Abtei St. Gallen die Mauritiuspfarrei Appenzell und bezeichnete mit dem Meieramt Appenzell ein zehntpflichtiges Gebiet, das mit dem Gebiet der späteren Kirchhöre Appenzell praktisch identisch war. Für die Verwaltungsorganisation der Zehntpflicht (Kirchenzehnt) wurde die Mauritiuspfarrei zu einem wirtschaftlichen, administrativen und kirchlichen Zentrum, das von einem Meier verwaltet wurde, der im äbtischen Gutshof (in Abbacella) residierte und für den Einzug der geschuldeten Abgaben verantwortlich war. Die Meierämter wurden im Spätmittelalter mit der Errichtung der Rhoden abgelöst. Anstelle des Meiers wurde ein Beamter mit gerichtlichen Befugnissen, der Ammann, an die Spitze der Talschaft Appenzell gesetzt, dem ein Rhodmeister zur Seite stand. Der Ammann war auch Vorsteher einer genossenschaftlichen Selbstverwaltung und konnte die Landleute zu Frondiensten (Gemeinwerk) aufbieten.
Während sich die äusseren Rhoden zu eigenständigen Gemeinwesen entwickelten, war das bei den inneren nicht im gleichen Masse der Fall, weil der Einfluss der Kirchhöre Appenzell zu stark war. 1537 konnte der Kirchenzehnt (Haferzehnt) dank grossen Einnahmen aus dem Reislaufen und den Jahrgeldern der Eidgenossenschaft abgelöst werden. Diese Ablösung stärkte die Körperschaft der Kirchhöre Appenzell, der alle sechs inneren Rhoden und ihre Bewohner angehörten. Sie wurde als Dachorganisation dieses Nutzungsverbandes Eigentümerin der Gemeingüter (Gemeinmerker, Gemeinalpen) und nahm nun die meisten wirtschaftlichen, politischen und religiösen Aufgaben war. Ihre Organe waren Kirchhöreversammlungen (kurz: Kirchhöre), Gebotener Kirchhörerat, Zweifacher Kirchhörerat und Zweifach Gebotener Kirchhörerat. Weil die Ablösungssumme des Kirchenzehnten gleichmässig durch die Rhoden erbracht wurde, erhielten diese ein gleichmässiges Nutzungsrecht für die Gemeingüter. Damit erwachte das Bewusstsein für die Gleichberechtigung aller in der Pfarrei Appenzell wohnhaften Landleute auf alle Gemeingüter wieder. Die Übernahme der Gemeingüter war die wichtigste Ursache für einen genossenschaftlichen Zusammenschluss zur Bewältigung dieser Gemeinschaftsaufgabe. Obwohl das Gebiet von Alemannen besiedelt worden war, gab es hier nie eine uralte, freie Markgenossenschaft. Die Kirchhöre Appenzell ist ein Beispiel einer «späten» Markgenossenschaft, die sich erst im 16. Jahrhundert als ein Siedlungsgebiet entwickelte, der das ungeteilte Gemeingut zugehörte, über das sie in der Funktion eines Zweckverbandes verfügen konnte.

### Gemeinmerker
Die Gebiete der späteren Gemeinmerker (Allmenden, Gemeingüter) wurden wegen der Bodenbeschaffenheit (Feucht-, Auengebiete, abgelegene Wälder) lange Zeit durch die Anstösser frei genutzt. Erst als sich die Bevölkerung vermehrte und das für die Sondernutzung geeignete Land knapper wurde, begannen die Organe der Siedlungsgruppen ordnend einzugreifen. Rhodshauptleute beanspruchten das durch ihre Rhodsgenossen genutzte Gebiet als ihr Rhodengut. Alle Bewohner der Kirchhöre Appenzell (sechs innere Rhoden, Gebiet des der Fürstabtei St. Gallen zehntpflichtigen Meieramtes Appenzell) hatten den gleichen Anspruch auf die Nutzung aller auf ihrem Gebiet liegenden Gemeinmerker. Die Organisation der Nutzung der Gemeinmerker erfolgt durch Korporationen (Allmendgenossenschaften, die älteste Korporation Mendle wurde 1434 erstmals schriftlich erwähnt). Wer kein eigenes Land besass, durfte dort sein Kleinvieh weiden lassen, Brennholz schlagen und später Häuser im Baurecht (der Boden bleibt im Eigentum der Korporation) bauen, wobei die einzelnen Korporationen unterschiedliche Regelungen anwenden.
Die Korporationen (ursprünglich rund 30 Korporationen: Mendle 1434, Ried 1546, Gemeinmerk Lehn-Mettlen 1546 usw. und mehrere Holzkorporationen) versammeln sich jährlich an den Korporationsgemeinden, meistens am Samstag nach Ostern. Bei der Korporation Ried zum Beispiel treffen sich die Riedgenossen zur jährlichen Riedgemeinde beim Riedgaden (ursprünglich Heulagergebäude), nehmen Bericht und Rechnung entgegen, wählen die fünfköpfige Verwaltung und beschliessen über Sachgeschäfte (bis in die 1970er gehörte der Unterhalt der Gebietsstrassen dazu). Die Korporation Mendle konnte von 1941 bis 1945 mit Hilfe der Schweizerischen Vereinigung Industrie und Landwirtschaft (SVIL) 80 Hektar bis dahin sumpfigen Streueboden entwässern. Dieser diente im Rahmen der Anbauschlacht als Ackerland zur Sicherstellung der wirtschaftlichen Landesversorgung und nach dem Krieg als Wiesenfläche. Bis 1828 bestimmten die politischen Behörden über die Regeln der Nutzung, während die eigentlichen Nutzniesser, die Korporationsgenossen, wenig dazu zu sagen hatten.

## Landsgemeindedemokratie im Ancien Régime
Nach der Landteilung blieb der bisherige Staatsaufbau weitgehend bestehen. Im Zeitalter des Absolutismus war der Staat Appenzell trotz Landsgemeinde weitgehend ein Obrigkeitsstaat, in dem die von wenigen wohlhabenden, ratsfähigen Familien aus dem Hauptort Appenzell gestellten Räte zusammen mit dem Klerus das Sagen hatten. Das Zentrum der politischen Macht war der Geheime Rat, in dem sich die Oberhäupter der wichtigen Familien versammelten und dessen Sitzungen strikter Geheimhaltungpflicht unterlagen. Gemäss dem Silbernen Landbuch von 1585 verfügte die Landsgemeinde formell über die grösste «Gewalt». Sie wählte Landammann, Säckelmeister, Landschreiber, Landweibel, Gerichtsschreiber, den Landvogt für das Rheintal, den Statthalter, Landeshauptmann, Bauherr, Siechenpfleger, Spital- und Armleutsäckelmeister und Landesfähnrich, während Sachgeschäfte wohl nur in Ausnahmefällen verhandelt wurden. Die oberste gesetzgebende und höchste richterliche Gewalt nach der Landsgemeinde lag beim Grossen zweifachen Landrat lag, dem 1603 der häufiger tagende Kleine oder Wochenrat zur Seite gestellt wurde. Faktisch hatte aber der Geheime Rat den weitaus grösseren Einfluss.
Dem Geheimen Rat gehörten neben den Amtsträgern viele ehemalige Landammänner und Rhodshauptleute an, die an keine Amtszeitbeschränkung gebunden waren. 1629 konnte der Geheime Rat, die Kompetenz zur Ernennung der Mitglieder des Kleinen Rates, die bis dahin in Volksversammlungen (Rhodsgemeinden) gewählt worden waren, an sich reissen. Er war auch massgeblich am Verlauf der Hexenprozesse im 17. Jahrhundert beteiligt. Da der Geheime Rat weitgehend über die Staatsfinanzen bestimmte, konnten sich dessen Mitglieder feudale Sitzungsentschädigungen und beachtliche Anteile an den spanischen und französischen Pensionen für die Rekrutierung von Söldnern sichern. Wegen dieser Praktiken und dem zunehmend selbstherrlichen Gebaren der Geheimen Räte kam es 1716 beinahe zu einem Volksaufstand. Dieser Widerstand ermöglichte es dem Grossen Zweifachen Landrat, sich gegen den Geheimen Rat durchzusetzen, ihn aufzulösen und dessen Amtsgeschäfte dem Wochenrat zu übertragen, der bis zur Einführung der Kantonsverfassung von 1872 bestand.
Der «Sutterhandel» mit dem Justizmord am populären Gontener Badwirt Anton Joseph Sutter im Jahr 1784 war der letzte von sechs Konflikten, die die Landsgemeindeorte Schwyz, Zug und die beiden Appenzell im 18. Jahrhundert erschütterten. Das Anliegen der Oppositionellen, deren charismatische Anführer meist mit dem Tode bestraft wurden, war mehr Demokratie durch Partizipation und einer Stärkung der Landsgemeinde. Ihre politischen Traktate, welche die Souveränität der Landsgemeinde theoretisch zu legitimieren versuchten, stützten sich auf Souveränitätstheoretiker wie Jean Bodin. Sie scheiterten jedoch an den überlegenen Ressourcen der Oligarchen und konnten die vormoderne Landsgemeindedemokratie nicht in moderne Fiskalstaaten umwandeln. Ihre Anhänger sorgten mit Flugschriften und fortwährender Agitation gegen die Obrigkeit, dass sie nicht vergessen und dadurch zum Vorbild direktdemokratischer Bewegungen im 19. Jahrhundert wurden. Sutters Andenken war sowohl ein Thema in Appenzell Ausserrhoden, dem ersten regenerierten Schweizer Kanton als auch im St. Galler Verfassungsrat von 1830.

## Von der Helvetischen Republik zur Restauration
Als Folge der Französischen Revolution kam es 1798 in vielen Kantonen zu Umstürzen und zur Einführung republikanischer Verfassungen. Die Innerrhoder Behörden versuchten dieser Entwicklung zuvorzukommen, indem sie die an der ausserordentlichen Landsgemeinde vom 18. Januar 1798 versammelten Landleute den Schwur auf den Bundesbrief von 1513 wiederholen liessen. Nach dem Einmarsch der französischen Armee in die Waadt entliess die Innerrhoder Landsgemeinde am 25. Februar die Gemeine Herrschaft Rheintal aus der Untertanenschaft. Angesichts des Vorrückens französischer Truppen gegen Osten sah sich eine weitere Landsgemeinde am 6. Mai gezwungen, der Verfassung der neuen Helvetischen Republik zuzustimmen. Die von Frankreich veranlasste Zusammenfassung der beiden Appenzell und des nördlichen Teils des heutigen Kantons St. Gallen im zentralistischen Kanton Säntis führte in Innerrhoden zu wachsendem Volkswiderstand, der zur zweimaligen Besetzung des Hauptortes Appenzell durch helvetische und französische Truppen sowie zur Erhebung von Kriegssteuern führte. Mit dem vorübergehenden Abzug der französischen Truppen aus der Schweiz brach die helvetische Ordnung in Innerrhoden zusammen.
Die ausserordentliche Landsgemeinde vom 30. August 1802 stellte die früheren Verhältnisse wieder her und wählte eine Regierung nach altem Muster. Am 19. Februar 1803 erliess Napoleon Bonaparte die Mediationsakte, die auch eine Verfassung für den Kanton Appenzell Innerrhoden enthielt. Die Landsgemeinde liess sich bis zum 23. Oktober Zeit, um diese anzunehmen. Die Innerrhoder wehrten sich insbesondere gegen die darin formulierten Postulate des freien Handels und der Niederlassungsfreiheit, da sie befürchteten, durch den Wegfall innereidgenössischer Zölle und Marktabgaben wirtschaftlich ins Hintertreffen zu geraten. Auch die konfessionelle Einheit sahen sie als gefährdet an, weil sie vom bevölkerungsreicheren, reformierten Ausserrhoden umgeben waren. Im Volk auf Ablehnung stiessen auch die militärischen und wirtschaftlichen Verpflichtungen gegenüber Frankreich und der Eidgenossenschaft. Dessen ungeachtet führte der Grosse Rat (der frühere Grosse Zweifache Landrat) 1804 die allgemeine Dienstpflicht ein.
Als sich 1814 der Zusammenbruch der napoleonischen Ordnung abzeichnete, nahmen die Behörden die Ausarbeitung einer neuen Kantonsverfassung in Angriff. Eine Landsgemeinde von Anfang Juli lehnte den schweizerischen Bundesvertrag ab, nahm aber die ihr ebenfalls vorgelegte Kantonsverfassung an. Sie stand ganz im Zeichen der Wiederherstellung der Verhältnisse des Ancien Régime und der kantonalen Autonomie. Der römisch-katholische Glaube wurde zur ausschliesslichen Konfession Innerrhodens bestimmt. Auf Niederlassungsfreiheit und Gebietsreform wurde verzichtet und die traditionelle Ordnung nach Rhoden und Geschlechtern beibehalten. Aufgrund von Vorbehalten (Truppenstellung für eidgenössisches Heer, Beteiligung an den Ausgaben des Staatenbundes, Religion- und Souveränitätswahrung) stimmte Appenzell Innerrhoden dem Bundesvertrag erst am 21. Mai 1815 zu, als einer der letzten Kantone.

## Übergang zur modernen Demokratie
In den 1820er Jahren wuchs der Unmut in der Innerrhoder Bevölkerung gegen die Oligarchie der herrschenden Familien und den Obrigkeitsstaat. Die Opposition forderte demokratische Reformen, die Erweiterung der Volksrechte und die Drucklegung der bis dahin nicht veröffentlichten Kantonsverfassung von 1814. Die eigenmächtige Verwaltung der Innerrhoder Allmenden (Gemeinmerker) durch die politischen Behörden, bei der die Mendlegenossen wenig zu sagen hatten, sowie massive Druckversuche der Behörden, um eine genossenschaftliche Selbstverwaltung der Mendle zu verhindern, bildeten den Anlass, dass der Protest zu einer breiten Volksbewegung wuchs. Der Grosse Rat sah sich gezwungen, als Zugeständnis am 28. Mai 1826 eine erste demokratische Mendlegemeinde als Versammlung aller Nutzungsberechtigten durchzuführen. Die Versammlung erhielt die Kompetenz, selber Bannwarte zu wählen, den Auftriebstag für das Vieh zu bestimmen und die Auftriebstaxen festzulegen, musste aber wegen Unruhe zweimal wiederholt werden. Als die Mehrheit der Versammlung den Behördenantrag ablehnte, die Mendleweid weiterhin dem Armenpflegamt zur Nutzung zu überlassen, weigerte sich der leitende Landesbeamte, der Pannerherr, die ablehnende Mehrheit anzuerkennen. Deshalb endete die Versammlung mit einem grossen Aufruhr.
Am 18. Juni 1827 wurden die Grossräte beim Verlassen des Rathauses in Appenzell nach einer Sitzung von 200 bis 300 Personen bedroht. Nachdem die Behörden mit grosser Mühe Herr der Lage geworden waren, verurteilten sie wenige Tage später die beiden Mendlebannwarte Rechsteiner und Herrsche als Rädelsführer. Die Landsgemeinde 1828 liess sich dies nicht bieten und wählten einen Grossteil der aus den herrschenden Familien stammenden Landesbeamten ab. Stattdessen wählte sie Herrsche und Rechsteiner zum Armleutsäckelmeister bzw. zum Landschreiber. Ebenso wurde Joseph Anton Sutter, der 1784 hingerichtet worden war, rehabilitiert. Dieser demokratische Umsturz gab den Anstoss zur zweiten Innerrhoder Verfassung von 1829, mit der unter anderem das Recht der Einzelinitiative eingeführt wurde. Dass ein einziger Stimmberechtigter die Abänderung von Verfassungsartikeln und Gesetzen beantragen konnte, hatte eine hohe Symbolkraft für die moderne Demokratie und führte zur allmählichen Ablösung des alten Obrigkeitsstaates. Solche Einzelinitiativen führten später zur Einführung der Gewaltentrennung und des Finanzreferendums.
Ansonsten basierte die Verfassung weiterhin auf jener von 1814. Ohne dass von einem liberalen Durchbruch im Sinne der Regeneration gesprochen werden könnte, setzten sich in den folgenden Jahren auch auf Gesetzesebene zahlreiche Neuerungen durch. Dazu gehörten die Revision von Erb-, Pfand- und Schatzungsrecht sowie Reformen im Sozialbereich und im Schulwesen. Appenzell Innerrhoden teilte die Vorbehalte anderer katholischer Orte gegenüber einer Idee eines Bundesstaates bedingungslos, weil man zentralistischen Staatsideen und individualistischen Freiheitsvorstellungen nicht traute. Ebenso wandten sich die Innerrhoder entschieden gegen den Antiklerikalismus der Radikalliberalen. Dem ultimativen Truppenaufgebot der Tagsatzung während des Sonderbundskriegs von 1847 kam Innerrhoden nur halbherzig nach und demonstrierte nach aussen Neutralität. Nach dem Krieg bestrafte die Eidgenossenschaft den Kanton wegen «Nichterfüllung seiner Bundespflichten» mit einer hohen Geldbusse. In der Folge verwarf Innerrhoden die Bundesverfassung von 1848 wie die Innerschweizer Kantonen deutlich. Der äussere Zwang, das Eigenleben und die Verfassung des Kantons dem neuen Bundesstaat anzupassen, führte zu heftigen politischen Auseinandersetzungen.

## Konservativ-liberale Kompromissverfassung

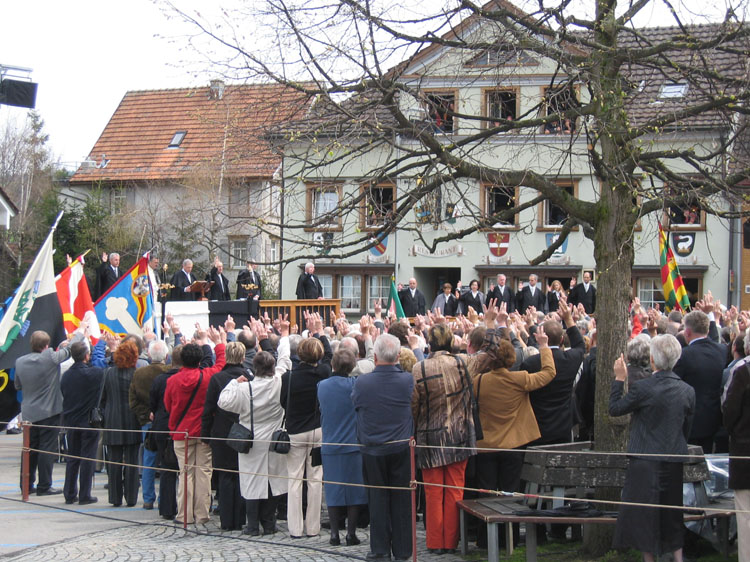
Vereidigung bei der Innerrhoder Landsgemeinde in Appenzell

Wie in anderen Landsgemeindekantonen spielten die politischen Parteien im ganzen 19. Jahrhundert eine geringe Rolle. Nach der Gründung des Bundesstaates entstand eine liberale Bewegung aus mehrheitlich wohlhabenden Bildungsbürgern aus dem Hauptort, welche die Kantonspolitik über längere Zeit mitprägte und die Erneuerung des Kantons im Sinne eines weltlich orientierten Rechtsstaates anstrebte. Dazu gehörte Karl Justin Sonderegger, der von 1879 bis 1895 Redaktor der freisinnig orientierten Innerrhoder Zeitung Der Freie Appenzeller war, und 1864 einen liberal orientierten Bürgerverein gründete. Er beantragte an der Landsgemeinde 1864 erfolglos eine Verfassungsrevision. Mit einer Aufklärungsschrift, in der er die Bildung von territorial begrenzten politischen Gemeinden, die Trennung von Kirche und Staat, die Unvereinbarkeit der Ämterkumulation, die Gewaltentrennung sowie eine Verbesserung des Schulwesens vorschlug, vermochte er die Öffentlichkeit aufzurütteln. Der vom Grossen Rat gegen den Willen konservativer Kreise eingesetzte Verfassungsrat erstellte einen Entwurf, der in der tumultartigen Landsgemeinde von 1869 mit grosser Mehrheit abgelehnt wurde.
Mit einer Petition verlangten 301 Oberegger Bürger daraufhin vom Grossen Rat die Wiederaufnahme der Revisionsarbeit, da sie sich in ihren Rechten gegenüber dem Inneren Land zurückgesetzt fühlten. Als der Grosse Rat nicht sogleich darauf einging, wandten sich die Oberegger sogar an den Bundesrat, was in konservativen Kreisen Empörung auslöste. Ein zweiter, diesmal konservativ geprägter Verfassungsentwurf fand bei der Landsgemeinde von 1871 ebenfalls keine Zustimmung. Ein Jahr später setzte die Landsgemeinde einen Verfassungsrat ein, dem drei Liberale und vier Konservative angehörten. Dessen Kompromissentwurf wurde schliesslich an der ausserordentlichen Landsgemeinde vom 24. November 1872 angenommen. Die nur 48 Artikel aufweisende Verfassung kam der Forderung des Volkes nach Öffentlichkeit und Transparenz nach. Sie regelte erstmals die individuellen Freiheitsrechte, vor allem die Wahl- und Stimmrechte. Zwar wurde wie in den übrigen Kantonen ein Departemnentalsystem für die Regierung eingeführt, doch die traditionellen Bezeichnungen blieben weitgehend erhalten. Die Rhoden büssten ihren politischen Charakter ein und wurden durch die heutigen Bezirke ersetzt.
Die Innerrhoderinnen erhielten zwar 1971 das Frauenstimmrecht auf Bundesebene und das fakultative Frauenstimmrecht in Kirch- und Schulgemeinden, ansonsten erwies sich der Kanton jedoch als sehr konservativ. 1973 und 1982 scheiterten Versuche, das Frauenstimmrecht auch auf kantonaler Ebene einzuführen. Treibende Kraft hinter den Reformbemühungen war die liberal gesinnte «Gruppe für Innerrhoden», der es 1979 gelang, die Einführung des obligatorischen Finanzreferendums gegen den Willen der Kantonsregierung durchzusetzen. Erst an der Landsgemeinde vom 29. April 1990 kam es wieder zu einer Abstimmung über die Einführung des Frauenstimmrechts. Obwohl der Grosse Rat das Anliegen einstimmig zur Annahme empfohlen hatte, wurde es im Stimmenverhältnis 3:2 abgelehnt. Eine darauf eingereichte Volksinitiative verlangte eine weitere Abstimmung, während die Gruppe für Innerrhoden die Einberufung einer ausserordentlichen Landsgemeinde forderte. Schliesslich hiess das Bundesgericht am 26. November 1990 zwei staatsrechtliche Beschwerden gut und erzwang die Einführung des Frauenstimmrechts.
Am 28. April 2024 wird die Landsgemeinde erstmals über eine Totalrevision der Verfassung entscheiden.